# بخش براون (شهرستان میامی، اوهایو)
بخش براون (به انگلیسی: Brown Township) یک تاون‌شیپ در ایالات متحده آمریکا است که در شهرستان میامی، اوهایو واقع شده‌است.
 بخش براون ۷۸٫۳ کیلومتر مربع مساحت و ۱٬۵۵۴ نفر جمعیت دارد و ۳۱۹ متر بالاتر از سطح دریا واقع شده‌است.